# Dolichopeza katoi
Dolichopeza katoi är en tvåvingeart. Dolichopeza katoi ingår i släktet Dolichopeza och familjen storharkrankar.

## Underarter
Arten delas in i följande underarter:
- D. k. katoi
- D. k. rufula